# Trichocera carpathica
Trichocera carpathica är en tvåvingeart som beskrevs av Jaroslav Stary och Martinovsky 1996. Trichocera carpathica ingår i släktet Trichocera och familjen vintermyggor.
Artens utbredningsområde är Polen. Inga underarter finns listade i Catalogue of Life.